# Bauhaus-Archiv
Bauhaus-Archiv (doslova archiv bauhausu) je archiv v Muzeu moderního designu v Berlíně. Zabývá se výzkumem a prezentací historie a dopadů Bauhausu (1919-1933) jako nejpodstatnější školy architektury, moderního designu a umění 20. století. Jde o nejúplnější sbírku zaměřenou na dějiny školy ve všech aspektech její práce. Archiv je přístupný veřejnosti.
Budova archivu byla postavena v letech 1976-1978 v berlínské čtvrti Tiergarten podle návrhu zakladatele Bauhausu Waltera Gropia z roku 1964, který byl upraven jeho žákem, Alexandrem Cvijanovicem (nar. 1923) 
.